# Barbi Benton

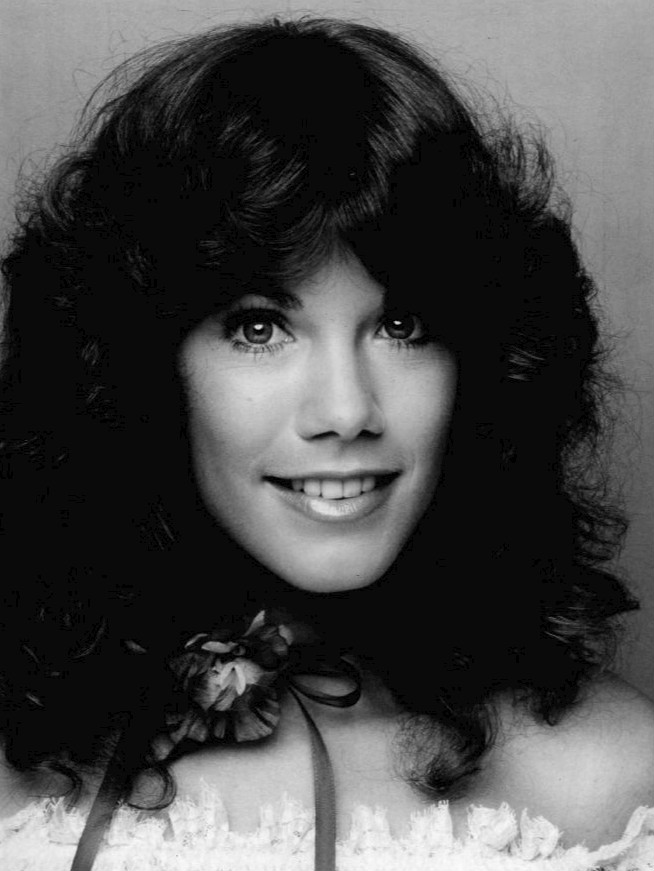
Barbi Benton

Barbi Benton (* 28. Januar 1950 als Barbara Lynn Klein in New York City) ist ein US-amerikanisches ehemaliges Model. Sie war zudem als Country-Sängerin und Schauspielerin aktiv. Sie wurde bekannt durch Aufnahmen für das Playboy-Magazin, ihre Beziehung zu dessen Chef Hugh Hefner und die Originalversion des Songs Ain’t That Just the Way (That Love Goes Down).

## Werdegang

### Die Anfänge und Hugh Hefner
Barbara Klein wuchs im kalifornischen Sacramento auf. Später studierte sie an der University of California in Los Angeles und trat in Werbespots auf. Im August 1968 traf die 18-Jährige erstmals auf den damals 42-jährigen Playboy-Chef Hugh Hefner. Über das erste Treffen im Anschluss an die Fernseh-Show Playboy After Dark sagte Benton: „Er wollte sich mit mir verabreden. Ich sagte, ich würde nie mit jemandem ausgehen, der älter als 24 wäre. ‚Ich auch nicht‘, antwortete er. Wir verstanden uns auf Anhieb – acht Jahre lang!“ Auf Hefners Rat nahm Benton auch ihren Künstlernamen an. Im Juli 1969 war Benton erstmals auf dem Cover des Playboy-Magazins zu sehen. Bereits im März 1970 folgte ein weiteres Cover und zusätzlich eine neunseitige Fotostrecke im Inneren des Magazins. Bis Mitte der 1970er Jahre folgten etliche weitere Aufnahmen, allerdings war Benton nie „Playmate des Monats“. 1985 feierte sie unter der Überschrift Barbi Benton Is Back! ein Comeback im Magazin.
Die Beziehung mit Hefner, der zwischenzeitlich auch Beziehungen zu anderen Frauen hatte, ging 1976 in die Brüche. „Hef konnte einfach nicht seinen Hosenstall geschlossen halten“, sagte Benton über diese Zeit. „Aber wenn ich nicht Karriere gemacht hätte, hätte es wohl kaum so viele andere Frauen gegeben. Ich war ständig auf Tournee … Er war einsam.“ Benton und Hefner blieben Freunde. 1992 war sie Gast bei seiner Hochzeit mit dem Model Kimberley Conrad und sagte in einem Interview mit dem Magazin People: „Ich habe einen Mann gefunden, der besser für mich ist, aber ich werde Hef immer lieben.“

### Musik
Im Jahre 1974 erhielt sie das Angebot für das Plattenlabel des Playboy ihre erste LP aufzunehmen. Benton entschied sich für Country-Musik und veröffentlichte ihr Debüt Barbi Doll noch im selben Jahr. Außerdem trat sie regelmäßig als Gaststar in der TV-Musiksendung Hee Haw auf. 1975 konnte sie mit Brass Buckles ihren größten Erfolg, ein Top-5-Hit in den amerikanischen Country-Charts, feiern. Diese Aufnahme stammt aus ihrem zweiten Album Barbi Benton. Weitere kleinere Hits hieraus waren Movie Magazine, Stars in Her Eyes und The Reverend Bob. Außerdem feierte sie mit ihrem Country-Kollegen Mickey Gilley einen weiteren Top-40-Hit in den Country-Charts: Roll You Like a Wheel. Die darauf folgende LP Something New (1976) war deutlich poppiger, enthielt aber keinen Hit.
Noch 1976 nahm Benton den Song Ain’t That Just The Way (That Love Goes Down) auf, der in den USA auf wenig Interesse stieß. Im Gegensatz dazu war die Single ein Riesenerfolg in Skandinavien: In Norwegen stand Benton damit sechs Wochen auf Platz 2 der Charts, nur ABBAs Dancing Queen verhinderte die Spitzenposition. Noch erfolgreicher war sie in Schweden: Ganze fünf Wochen stand sie dort auf Platz 1. Prompt platzierten sich hier auch die beiden LPs Barbi Doll und Something New in den Charts. 1977 schaffte die Compilation Playboy Record Artists, mit Benton auf dem Cover, den ersten Platz der Charts. Neben Mickey Gilley und anderen Playboy-Interpreten war die Sängerin mit vier Liedern vertreten.
Noch 1977 schaffte auch die LP Barbi Benton den Sprung in die schwedischen Hitlisten, im Jahre 1978 folgte das nur in Skandinavien veröffentlichte Album Ain’t That Just The Way – zwei Jahre nachdem die Single gleichen Namens die Hitparade erobert hatte. An diese Erfolge konnte Benton nicht mehr anknüpfen. Erst 1988 nahm sie mit Kinetic Voyage ein neues Album auf – das New-Age-Werk war kein Erfolg und enthielt nur wenige Gesangsaufnahmen von Benton. Im Jahre 1997 coverte Lutricia McNeal den Song Ain’t That Just The Way (That Love Goes Down) und landete damit europaweit einen großen Hit.

### Film und Fernsehen
Parallel zu ihren Erotikaufnahmen im Playboy versuchte sich Benton auch als Schauspielerin. In ihrem ersten Film Wie kommt ein so reizendes Mädchen zu diesem Gewerbe? (1969/70), eine deutsche Produktion mit Klaus Kinski, trat sie noch als Barbara Benton auf. In den Jahren danach arbeitete sie hauptsächlich fürs Fernsehen. In den beiden weltweit erfolgreichen Serien Love Boat und Fantasy Island war sie zwischen 1978 und 1982 in unterschiedlichen Rollen in insgesamt sechs bzw. acht Folgen zu sehen. Ihre Kinokarriere kam dagegen aufgrund unbedeutender B-Movies wie X-Ray – Der erste Mord geschah am Valentinstag (1982, Hospital Massacre) nicht in Schwung. „Die eingestreuten Sexszenen bewegen sich an der Grenze zum Softporno“, urteilte die Zeitschrift Filmdienst beispielsweise über Der Todesjäger (1983, Deathstalker). Bis zum Ende der 1980er Jahre trat sie weiterhin vor allen Dingen in kleineren Fernsehrollen in Erscheinung.

## Privat
Nach ihrer Beziehung zu Hugh Hefner heiratete Barbi Benton 1979 den Immobilienmakler George Gradow. Sie ließ sich selbst zur Maklerin ausbilden und war diesbezüglich berufstätig. Sie hat zwei Kinder mit ihm: Alexander (* 1986) und Ariana (* 1988). Sie sind beide praktizierende Juden.

## Diskografie

### Alben
| Jahr | Titel         | Höchstplatzierung, Gesamtwochen, AuszeichnungChartsChartplatzierungen (Jahr, Titel, Platzierungen, Wochen, Auszeichnungen, Anmerkungen) | Anmerkungen |
| Jahr | Titel         | Country | Anmerkungen |
| ---- | ------------- | --- | ----------- |
| 1975 | Barbi Doll    | Country17 (23 Wo.)Country |             |
| 1975 | Barbi Benton  | Country18 (13 Wo.)Country |             |
| 1976 | Something New | Country39 (5 Wo.)Country |             |

Weitere Alben
- 1978: Ain’t That Just the Way
- 1988: Kinetic Voyage

### Singles
| Jahr | Titel Album                                    | Höchstplatzierung, Gesamtwochen, AuszeichnungChartsChartplatzierungen (Jahr, Titel, Album, Platzierungen, Wochen, Auszeichnungen, Anmerkungen) | Anmerkungen       |
| Jahr | Titel Album                                    | Country | Anmerkungen       |
| ---- | ---------------------------------------------- | --- | ----------------- |
| 1975 | Brass Buckles Barbi Benton                     | Country5 (14 Wo.)Country |                   |
| 1975 | Movie Magazine, Stars in Her Eyes Barbi Benton | Country61 (8 Wo.)Country |                   |
| 1975 | Roll You Like a Wheel                          | Country32 (9 Wo.)Country | mit Mickey Gilley |
| 1975 | The Reverend Bob Barbi Benton                  | Country74 (5 Wo.)Country |                   |

## Filmografie
- 1970: Wie kommt ein so reizendes Mädchen zu diesem Gewerbe?
- 1972: Hee Haw (Fernsehserie, eine Folge)
- 1972: Dr. med. Marcus Welby (Marcus Welby, M.D., Fernsehserie, eine Folge)
- 1973: The Great American Beauty Contest (Fernsehfilm)
- 1973: Heiraten wir morgen (The Third Girl from the Left, Fernsehfilm)
- 1975: Ein Sheriff in New York (McCloud, Fernsehserie, eine Folge)
- 1977–1978: Sugar Time! (Fernsehserie, 13 Folgen)
- 1978–1981: The Love Boat (Fernsehserie, fünf Folgen)
- 1978–1982: Fantasy Island (Fernsehserie, acht Folgen)
- 1979: Die liebestollen Stewardessen (Flying High, Fernsehserie, eine Folge)
- 1979: Vegas (Vega$, Fernsehserie, eine Folge)
- 1980: When the Whistle Blows (Fernsehserie, eine Folge)
- 1980: Geheimcode Chaos (For the Love of It, Fernsehfilm)
- 1980: Drei Engel für Charlie (Charlie’s Angels, Fernsehserie, eine Folge)
- 1981: CHiPs (Fernsehserie, zwei Folgen)
- 1981: Sheriff Lobo (The Misadventures of Sheriff Lobo, Fernsehserie, eine Folge)
- 1981: X-Ray – Der erste Mord geschah am Valentinstag (Hospital Massacre)
- 1983: Matt Houston (Fernsehserie, eine Folge)
- 1983: Der Todesjäger (Deathstalker)
- 1984: Hammer House of Mystery and Suspense (Fernsehserie, eine Folge)
- 1984: Mike Hammer (Mickey Spillane’s Mike Hammer, Fernsehserie, eine Folge)
- 1986: Mord ist ihr Hobby (Murder, She Wrote, Fernsehserie, eine Folge)
- 1986: Trio mit vier Fäusten (Riptide, Fernsehserie, eine Folge)